# Dm och Dm3
Dm och Dm3 var svenska malmtågslok som drog malmtåg från gruvorna i Kiruna och Malmberget till hamnarna i Luleå och Narvik. Dm, senare med mittsektion Dm3, är två varianter på samma ellokstyp. Det är bara axelföljden och antalet hytter som skiljer typerna åt. I slutet av 1940-talet var behovet av nya lok stort. Det lättaste sättet att snabbt åtgärda problemet bedömdes vara att tillverka en moderniserad variant av det redan existerande D-loket. Ungefär samtidigt byggdes ett D-lok om med fyra drivaxlar i stället för tre och det fick bli förebild för malmtågsversionen. Da-lok är även en annan variant av samma typ som Dm och Dm3.
Loken levererades ursprungligen på 1950- och 1960-talet som Dm, ett tvådelat lok. För att höja kapaciteten beställde SJ 19 mellandelar att monteras in i de befintliga Dm-loken. Mellandelarna byggdes som de vanliga lokhalvorna, fast utan förarhytt och löpaxel. Mellandelarna fick beteckningen Dm3 och under SJ-tiden hade hela lokkombinationen beteckningen Dm+Dm3+Dm. Men när Malmtrafik i Kiruna AB tog över fick hela kombinationen heta Dm3. Det tvådelade loket, som tidigare gått under benämningen Dm+Dm, fick samtidigt littera Dm2. Dm loket väger 162 ton men är barlastat till 190 ton.
Ersättaren till Dm3 – Iore – började levereras till MTAB 2000 och går i trafik sedan 2001. Dm3 fortsatte dock att dra malmtåg till 2013 men fungerade sista åren endast som reservlok. Dm2-loken hade vid rationaliseringar på 1980-talet flyttats till Bergslagen för att där dra godståg, och där slopades de redan i början av 1990-talet.

## Museilok
2004 skänktes Dm3 976-977-978 till Norrbottens Järnvägsmuseum i Luleå, och hösten 2013 skänktes Dm3 1246-1247-1248 till Järnvägsmuseet i Gävle. Två av Dm3-loken är alltså bevarade.  Dm3-loket i Norrbottens Järnvägsmuseum blev inte förstört vid branden midsommaren 2016.